# Rudskoga distrikt
Rudskoga distrikt är ett distrikt i Kristinehamns kommun och Värmlands län. Distriktet ligger omkring Skottlanda i sydöstra Värmland, vid sjön Skagern och gränsar till Närke.

## Tidigare administrativ tillhörighet
Distriktet inrättades 2016 och utgörs av Rudskoga socken i Kristinehamns kommun.
Området motsvarar den omfattning Rudskoga församling hade vid årsskiftet 1999/2000. 

## Tätorter och småorter
I Rudskoga distrikt finns en småort men inga tätorter.

### Småorter
- Skottlanda